# Casa da Europa do Distrito de Lisboa
Casas da Europa são associações cívicas de cidadãos livres, sem fins lucrativos, autónomas, apartidárias e independentes de confissões religiosas e correntes ideológicas. A sua acção baseia-se no trabalho voluntário dos sócios e as suas receitas provêm apenas das quotas dos mesmos.
Procuram sensibilizar e promover a participação do grande público na construção europeia e criar uma relação mais próxima entre o cidadão e a Europa, sendo seu objectivo fundamental o debate e a divulgação dos ideais europeus, numa perspectiva de cidadania.

## Objectivos e constituição
As Casas da Europa procuram promover:
a) os ideais de humanismo, igualdade, liberdade, tolerância, solidariedade, paz e democracia;
b) o debate sobre a construção europeia e as transformações económicas e sociais que a mesma implica;
c) a defesa dos direitos do Homem, dentro do espírito da Declaração Universal dos Direitos do Homem e da Convenção Europeia dos Direitos do Homem.
Através do trabalho voluntário dos seus associados, promovem acções diversificadas destinadas a públicos variados, designadamente encontros, conferências, colóquios e acções de formação junto de jovens, escolas, empresas, instituições e cidadãos interessados na problemática europeia.
As Casas da Europa constituem uma rede de cerca de 130 instituições, espalhadas pelo espaço geográfico europeu (e não apenas pelos países da União) e foram até há pouco tempo representadas pela FIME (Fédération Internationale des Maisons de L’Europe), organismo fundado em 1962 sob a égide do Conselho da Europa.
Em Portugal, a Casa da Europa do Distrito de Lisboa integra ainda a Rede Eurocapitales, com sede em Paris, tendo exercido a presidência em 2006.
A Casa da Europa do Distrito de Lisboa (CEDL), foi fundada em 2005 e tem sede em Lisboa. Podem ser sócios da CEDL as instituições e os indivíduos que se identifiquem com os objectivos da Associação e que manifestem esse desejo junto da Direcção.